# Franz Neugebauer
Franz Neugebauer foi um confeiteiro e empresário teuto-brasileiro.
Veio ao Brasil em 1887, onde verificou o interesse das autoridades locais na implantação de uma empresa do ramo alimentício. Após conseguir um prédio para sua instalação, Franz pediu a seu irmão Ernest que se especializasse, na Alemanha, no ramo de confeitaria e chocolates, e que Max viesse ao Brasil para iniciarem a indústria.
Em 1891, finalmente, foi fundada, em Porto Alegre, a empresa Neugebauer Irmãos & Gerhardt, juntamente com o sócio Fritz Gerhardt.
No início vendia os produtos artesanais da empresa de porta em porta, no lombo de cavalos, logo substituídos por veículos e equipes de vendas que expandiram a comercialização dos doces e chocolates para locais mais distantes
Em 1896 a empresa já era de sucesso, com mais um prédio. Nesse ano, o sócio Fritz Gerhardt desligou-se da empresa, que passou a chamar-se Neugebauer & Irmãos, que continuou crescendo até se tornar a maior empresa do bairro Navegantes de Porto Alegre, vizinha da tecelagem de A.J. Renner.